# Out of Ashes
Out Of Ashes – debiutancka płyta amerykańskiej grupy rockowej Dead by Sunrise, projektu członka zespołu Linkin Park, Chestera Benningtona, oraz członków Julien-K.
Została wydana 10 października 2009 roku (w Japonii) i 13 października 2009 w pozostałych krajach.

## Lista utworów
1. "Fire" (3:50)
2. "Crawl Back In" (3:02)
3. "Too Late" (2:59)
4. "Inside of Me" (2:18)
5. "Let Down" (3:58)
6. "Give Me Your Name" (4:56)
7. "My Suffering" (2:39)
8. "Condemned" (2:32)
9. "Into You" (3:23)
10. "End of the World" (3:56)
11. "Walking in Circles" (4:43)
12. "In the Darkness" (5:27)
13. "The Morning After" (3:29) (utwór dodatkowy)

## Skład zespołu
- Chester Bennington - wokal, gitara, instrumenty klawiszowe
- Ryan Shuck - gitara, syntezator; beatbox (utwór: 12)
- Amir Derakh - gitara rytmiczna, gitara basowa, programowanie, gitara prowadząca
- Brandon Belsky - gitara basowa
- Elias Andra - perkusja
- Anthony "Fu" Valcic - instrumenty klawiszowe